# Championnats du monde de tir à l'arc 1973
Navigation
Édition précédente Édition suivante
Les championnats du monde de tir à l'arc 1973 sont une compétition sportive de tir à l'arc organisée du 23 au 29 juillet 1973 à Grenoble, en France. Il s'agit de la 27e édition des championnats du monde de tir à l'arc.

## Podiums
| Épreuve                      | Or                                                                | Argent                                                          | Bronze                                                       |
| ---------------------------- | ----------------------------------------------------------------- | --------------------------------------------------------------- | ------------------------------------------------------------ |
| Individuel classique hommes  | Victor Sidoruk (URS)                                              | Kyösti Laasonen (FIN)                                           | Stephen Lieberman (USA)                                      |
| Par équipes classique hommes | États-Unis Stephen Lieberman Edwin Murray Eliason Larry Smith     | Union soviétique Victor Sidoruk Alexandr Panzhin Alexandr Aulov | Finlande Kyösti Laasonen Aaro Myllymaki Emiel Vercaigne      |
| Individuel classique femmes  | Linda Myers (USA)                                                 | Valentina Kovpan (URS)                                          | Emma Gapchenko (URS)                                         |
| Par équipes classique femmes | Union soviétique Valentina Kovpan Emma Gapchenko Keto Losaberidze | États-Unis Linda Myers Doreen Wilber Debbie Green               | Grande-Bretagne Pauline Edwards Barbara Strickland Pam White |

## Tableau des médailles
| Rang | Nation           | Or | Argent | Bronze | Total |
| ---- | ---------------- | -- | ------ | ------ | ----- |
| 1    | Union soviétique | 2  | 2      | 1      | 5     |
| 2    | États-Unis       | 2  | 1      | 1      | 4     |
| 3    | Finlande         | -  | 1      | 1      | 2     |
| 4    | Grande-Bretagne  | -  | -      | 1      | 1     |